# Charles Cecil, visconte Cranborne
Charles Cecil, visconte Cranborne (Londra, 1619 – Londra, 1660), è stato un nobile e politico britannico.

## Biografia

### Infanzia ed educazione
Charles Cecil era figlio di William Cecil, II conte di Salisbury e di sua moglie lady Catherine Howard, figlia di Thomas Howard, I conte di Suffolk. Dalla nascita ottenne il titolo di cortesia di Visconte Cranborne. Egli venne educato al St John's College di Cambridge.

### Carriera politica
Nell'aprile del 1640, Cranborne venne eletto membro del Parlamento per Hertford durante il Breve Parlamento e venne rieletto alla stessa carica nel novembre del 1640 per il Lungo Parlamento. Egli divenne lord luogotenente dell'Hertfordshire dal 1640 al 1642.

### Matrimonio
Sposò, il 2 aprile 1639, Lady Diana Maxwell (1619-1675), figlia di James Maxwell, I conte di Dirletoun ed Elizabeth de Boussoyne. Ebbero due figli.

### Morte
Il Visconte Cranborne morì a Londra nel 1660 senza aver ancora ereditato la contea paterna. Gli succedette il figlio James (avuto dalla moglie Diana Maxwell) che poi succedette anche al nonno come Conte di Salisbury.

## Discendenza
Dal matrimonio tra il Visconte Cranborne e Lady Diana Maxwell nacquero:
- Lady Catherine Cecil (?-1683), sposò William Hay, IV conte di Kinnoull, ebbero due figli;
- James Cecil, III conte di Salisbury (27 marzo 1646-1683).

## Ascendenza
|                                      |                                   |                                   | Genitori                                 |  |  | Nonni |  |  | Bisnonni                         |  |  | Trisnonni     |  |
|                                      |                                   |                                   |                                          |  |  |       |  |  | William Cecil, I barone Burghley |  |  | Richard Cecil |  |
|                                      |                                   |                                   |                                          |  |  |       |  |  | William Cecil, I barone Burghley |  |  | Richard Cecil |  |
|                                      |                                   | Jane Heckington                   |                                          |  |  |       |  |  | William Cecil, I barone Burghley |  |  |               |  |
| Robert Cecil, I conte di Salisbury   |                                   |                                   |                                          |  |  |       |  |  | William Cecil, I barone Burghley |  |  |               |  |
|                                      |                                   | Mildred Cooke                     | Anthony Cooke                            |  |  |       |  |  |                                  |  |  |               |  |
|                                      |                                   | Mildred Cooke                     | Anthony Cooke                            |  |  |       |  |  |                                  |  |  |               |  |
|                                      |                                   | Mildred Cooke                     | Anne Fitzwilliam                         |  |  |       |  |  |                                  |  |  |               |  |
| William Cecil, II conte di Salisbury |                                   | Mildred Cooke                     |                                          |  |  |       |  |  |                                  |  |  |               |  |
|                                      |                                   | William Brooke, X barone Cobham   | George Brooke, IX barone Cobham          |  |  |       |  |  |                                  |  |  |               |  |
|                                      |                                   | William Brooke, X barone Cobham   | George Brooke, IX barone Cobham          |  |  |       |  |  |                                  |  |  |               |  |
|                                      |                                   | William Brooke, X barone Cobham   | Anne Braye                               |  |  |       |  |  |                                  |  |  |               |  |
| Elizabeth Brooke                     |                                   | William Brooke, X barone Cobham   |                                          |  |  |       |  |  |                                  |  |  |               |  |
|                                      |                                   | Frances Newton                    | John Newton                              |  |  |       |  |  |                                  |  |  |               |  |
|                                      |                                   | Frances Newton                    | John Newton                              |  |  |       |  |  |                                  |  |  |               |  |
|                                      |                                   | Frances Newton                    | Margaret Poyntz                          |  |  |       |  |  |                                  |  |  |               |  |
| Charles Cecil, visconte Cranborne    |                                   | Frances Newton                    |                                          |  |  |       |  |  |                                  |  |  |               |  |
|                                      | Thomas Howard, IV duca di Norfolk | Henry Howard, III conte di Surrey |                                          |  |  |       |  |  |                                  |  |  |               |  |
|                                      | Thomas Howard, IV duca di Norfolk | Henry Howard, III conte di Surrey |                                          |  |  |       |  |  |                                  |  |  |               |  |
|                                      | Thomas Howard, IV duca di Norfolk | Frances de Vere                   |                                          |  |  |       |  |  |                                  |  |  |               |  |
| Thomas Howard, I conte di Suffolk    | Thomas Howard, IV duca di Norfolk |                                   |                                          |  |  |       |  |  |                                  |  |  |               |  |
|                                      |                                   | Margaret Audley                   | Thomas Audley, I barone Audley di Walden |  |  |       |  |  |                                  |  |  |               |  |
|                                      |                                   | Margaret Audley                   | Thomas Audley, I barone Audley di Walden |  |  |       |  |  |                                  |  |  |               |  |
|                                      |                                   | Margaret Audley                   | Elizabeth Grey                           |  |  |       |  |  |                                  |  |  |               |  |
| Catherine Howard                     |                                   | Margaret Audley                   |                                          |  |  |       |  |  |                                  |  |  |               |  |
|                                      |                                   | Henry Knyvett                     | Henry Knyvett                            |  |  |       |  |  |                                  |  |  |               |  |
|                                      |                                   | Henry Knyvett                     | Henry Knyvett                            |  |  |       |  |  |                                  |  |  |               |  |
|                                      |                                   | Henry Knyvett                     | Anne Pickering                           |  |  |       |  |  |                                  |  |  |               |  |
| Katherine Knyvett                    |                                   | Henry Knyvett                     |                                          |  |  |       |  |  |                                  |  |  |               |  |
|                                      |                                   | Elizabeth Stumpe                  | James Stumpe                             |  |  |       |  |  |                                  |  |  |               |  |
|                                      |                                   | Elizabeth Stumpe                  | James Stumpe                             |  |  |       |  |  |                                  |  |  |               |  |
|                                      |                                   | Elizabeth Stumpe                  | Bridget Bayntun                          |  |  |       |  |  |                                  |  |  |               |  |
|                                      |                                   | Elizabeth Stumpe                  |                                          |  |  |       |  |  |                                  |  |  |               |  |